# Sven Steen

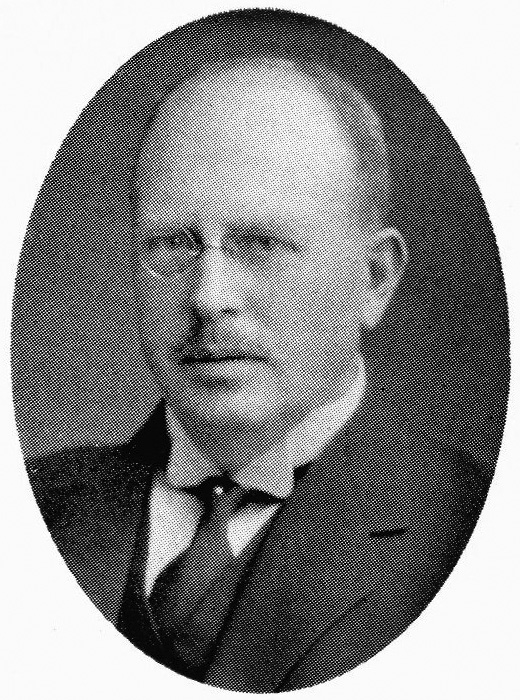
Sven Steen

Sven Oscar Steen, född 23 september 1877 i Göteborg, död 4 oktober 1952, var en svensk arkitekt och byggmästare. Han var son till byggmästaren F. O. Peterson och far till Jan Steen.
Steen studerade vid Kungliga tekniska högskolan 1897–1901 och vid Kungliga Akademien för de fria konsterna 1901–1902. Han blev därefter delägare i faderns arkitekt- och byggnadsfirma F O Peterson & Söner. Parallellt med arkitektverksamheten var han innehavare av flera förtroendeposter och styrelseuppdrag: Ledamot av stadskollegiet 1932–1938 samt av drätselkammaren 1915–1925 och 1931 med flera kommunala uppdrag. Han var styrelseledamot Svenska Teknologföreningen 1900, i Göteborgs inteckningsgaranti AB från 1912, i Svenska byggnadsindustriförbundet från 1921 och i Svenska arbetsgivareföreningen från 1934. 1932–1933 var han ordförande i Tekniska samfundet på Chalmers.

## Verk ett urval
- Långedrags restaurang, 1904.
- Biografhuset Victoria, 1914

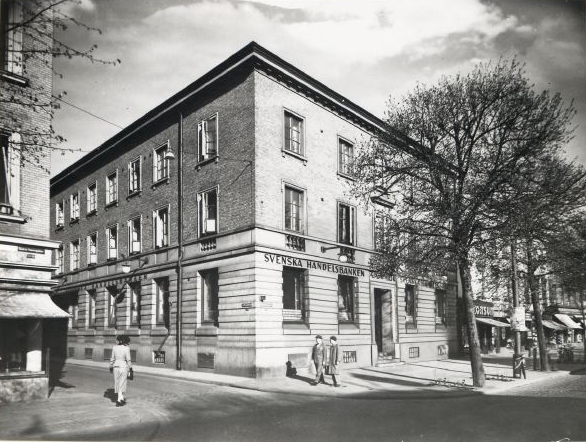
Handelsbanken på Östra Hamngatan (idag riven)

- Svenska Handelsbanken i Kvarteret Frimuraren, Östra Hamngatan 25, Drottninggatan, Göteborg, 1928, tillsammans med Vilhelm Mattson i firman F O Peterson & söner.
- Pensionärsbostäder för Lundgrenska stiftelsen, Kungsladugårdsgatan 105-111, Göteborg, 1930, tillsammans med Vilhelm Mattson.
- Spårvägens stationsbyggnad, Älvsborgsgatan 11, Göteborg, 1931
- Broströmia, Packhusplatsen, Göteborg, 1925, tillsammans med Vilhelm Mattson
- Rederi Transatlantics hus, Packhusplatsen, tillsammans med Vilhelm Mattson
- Hofors bruks nya laboratorium, 1943, tillsammans med Vilhelm Mattson.